# П'єро Інкап'є
П'єро Інкап'є (ісп. Piero Hincapié, нар. 9 січня 2002, Есмеральдас) — еквадорський футболіст, центральний захисник німецького «Баєр 04» і національної збірної Еквадору.

## Клубна кар'єра
Народився 9 січня 2002 року в місті Есмеральдас. Вихованець футбольної школи клубу «Індепендьєнте дель Вальє». Дорослу футбольну кар'єру розпочав 2019 року в основній команді того ж клубу, в якій провів один сезон, взявши участь у 3 матчах чемпіонату. 
Своєю грою за цю команду привернув увагу представників тренерського аргентинського клубу «Тальєрес», до складу якого юний захисник приєднався в серпні 2020 року. Відіграв за команду з Кордови наступний рік своєї ігрової кар'єри.
У серпні 2021 року перейшов до німецького «Баєр 04», якому трансфер захисника обійшовся у понад 6 мільйонів євро. Стабільним гравцем стартового складу не став, утім регулярно отримував ігрову практику у новій команді.

## Виступи за збірну
2021 року, не маючи досвіду офіційних матчів у складі національної збірної Еквадору, був включений до її заявки на тогорічний розіграш Кубка Америки в Бразилії. Безпосередньо в іграх континентальної першості дебютував за національну команду.
Восени 2022 року був включений до заявки еквадорців на чемпіонат світу 2022 в Катарі.
| Дата       | Місто            | Господарі         | Результат | Гості      | Турнір                          | Голи | Примітки |
| ---------- | ---------------- | ----------------- | --------- | ---------- | ------------------------------- | ---- | -------- |
| 14-6-2021  | Куяба            | Колумбія          | 1 – 0     | Еквадор    | Копа Америка 2021 - 1-й етап    | -    |          |
| 20-6-2021  | Ріо-де-Жанейро   | Венесуела         | 2 – 2     | Еквадор    | Копа Америка 2021 - 1-й етап    | -    |          |
| 23-6-2021  | Гоянія           | Еквадор           | 2 – 2     | Перу       | Копа Америка 2021 - 1-й етап    | -    |          |
| 27-6-2021  | Гоянія           | Бразилія          | 1 – 1     | Еквадор    | Копа Америка 2021 - 1-й етап    | -    |          |
| 3-7-2021   | Палермо          | Аргентина         | 3 – 0     | Еквадор    | Копа Америка 2021 - чвертьфінал | -    |          |
| 5-9-2021   | Кіто             | Еквадор           | 0 – 0     | Чилі       | Відбір до ЧС 2022               | -    |          |
| 9-9-2021   | Монтевідео       | Уругвай           | 1 – 0     | Еквадор    | Відбір до ЧС 2022               | -    | 80'      |
| 7-10-2021  | Гуаякіль         | Еквадор           | 3 – 0     | Болівія    | Відбір до ЧС 2022               | -    |          |
| 10-10-2021 | Каракас          | Венесуела         | 2 – 1     | Еквадор    | Відбір до ЧС 2022               | -    |          |
| 14-10-2021 | Барранкілья      | Колумбія          | 0 – 0     | Еквадор    | Відбір до ЧС 2022               | -    |          |
| 11-11-2021 | Кіто             | Еквадор           | 1 – 0     | Венесуела  | Відбір до ЧС 2022               | 1    |          |
| 16-11-2021 | Сантьяго         | Чилі              | 0 – 2     | Еквадор    | Відбір до ЧС 2022               | -    |          |
| 27-1-2022  | Кіто             | Еквадор           | 1 – 1     | Бразилія   | Відбір до ЧС 2022               | -    |          |
| 24-3-2022  | Сьюдад-дель-Есте | Парагвай          | 3 – 1     | Еквадор    | Відбір до ЧС 2022               | -    |          |
| 29-3-2022  | Гуаякіль         | Еквадор           | 1 – 1     | Аргентина  | Відбір до ЧС 2022               | -    | 80'      |
| 3-6-2022   | Гаррісон         | Еквадор           | 1 – 0     | Нігерія    | товариський матч                | -    |          |
| 6-6-2022   | Чикаго           | Мексика           | 0 – 0     | Еквадор    | товариський матч                | -    |          |
| 12-6-2022  | Форт-Лодердейл   | Еквадор           | 1 – 0     | Кабо-Верде | товариський матч                | -    |          |
| 23-9-2022  | Мурсія           | Саудівська Аравія | 0 – 0     | Еквадор    | товариський матч                | -    |          |
| 27-9-2022  | Дюссельдорф      | Японія            | 0 – 0     | Еквадор    | товариський матч                | -    |          |
| Усього     |                  | Матчів            | 21        |            | Голів                           | 1    |          |

## Досягнення

### Клубні
- Чемпіон Німеччини (1):

«Баєр 04»: 2023–24
- Володар Кубка Німеччини (1):

«Баєр 04»: 2023–24
- Володар Суперкубка Німеччини (1):

«Баєр 04»: 2024